# Quillier
Le quillier est l’espace dans lequel on joue aux quilles et où on les range.
Cela désigne également l’ensemble du jeu de quilles.